# Susan Williams
Susan Williams (Long Beach, 17 giugno 1969) è un'ex triatleta statunitense.

## Palmarès
- Olimpiadi

Atene 2004: bronzo